# NGC 4696
NGC 4696 é uma galáxia elíptica (E1/P) localizada na direcção da constelação de Centaurus. Possui uma declinação de -41° 18' 42" e uma ascensão recta de 12 horas, 48 minutos e 49,1 segundos.
A galáxia NGC 4696 foi descoberta em 7 de Maio de 1826 por James Dunlop.